# Lycaste
Lycaste Lindl. es un género con 54 especies de orquídeas epífitas. Estas orquídeas se encuentran en la mayoría de Centroamérica, Indias Occidentales y Suramérica en alturas entre 500 a 2800 m s. n. m.

## Descripción
Lycaste es de hoja caduca en varios grados. De la fuertemente caduca de las especies de flores amarillas, tales como Lycaste aromatica, que florece de pseudobulbos sin hojas, hasta las de tipo de hojas perennes como Lycaste skinerii, con pseudobulbos que mantienen las hojas mientras florecen.
Este género produce flores triangulares y grandes de larga duración que tienen una apariencia cérea.
La planta es característica por sus pseudobulbos redondeados y sus amplias hojas con nerviaciones pronunciadas y con terminación en pico.

## Distribución y hábitat
Estas especies son epífitas o, a veces,  de hábitos terrestres y se distribuyen desde Guatemala, donde es la flor nacional, hasta  Colombia, Perú, Bolivia y Ecuador. Se encuentran en bosques de montaña de niebla y humedad en alturas de 500 a 2800 m s. n. m.

## Etimología
Su nombre "Lycaste" procede del de una ninfa de la mitología griega hija de Príamo, rey de los troyanos.

### Sinonimia
- Deppia Raf. 1837

## Cultivo deLycaste
En un principio solo se cultivaba como híbrido intergenérico Angulocaste : (Anguloa x Lycaste), a lo que ha seguido el cultivo de especies individuales de Lycaste.

### Luz
Las especies caducas tienen unos requerimientos, como las Cattleyas, de 2000 a 4000 lux, o lo que es lo mismo, de 50% a 70% de sombra. Sin embargo, se precisa más luz en el desarrollo de los pseudobulbos.
Las especies perennes tienen menos requerimientos de luminosidad: entre 1500 a 2000 lux, equivalente a 60% a 80% de sombra.

### Temperatura
Para las especies de hoja perenne la temperatura se debe de mantener constante, pero nunca cálida, con temperaturas de día de 22 °C y de noche de 18 °C.
Las especies de hoja caduca aguantan una mayor diferencia de temperaturas, pudiendo llegar de día a 27 °C y de noche a 14 °C.

### Riego
Los riegos deben de ser frecuentes en la época de actividad de desarrollo (verano). El medio debe de quedar seco entre riegos.
Las especies de hoja caduca deben de quedar casi secas cuando se le caen las hojas.
Las especies de hoja perenne se deben de mantener algo más secas de lo normal cuando se le han formado los nuevos pseudobulbos.
Se debe evitar que el agua caiga en las hojas y sobre todo en las de nuevo desarrollo, para evitar motas en las hojas que desfiguran la planta, y prevenir mohos.

### Humedad
Se debe mantener entre el 40% y el 70%. Las especies caducas necesitan menos humedad cuando están durmientes. Una ligera circulación del aire ayuda a prevenir la aparición de manchas de mohos.

## EspeciesLycaste
- Lycaste andreettae Dodson 1982

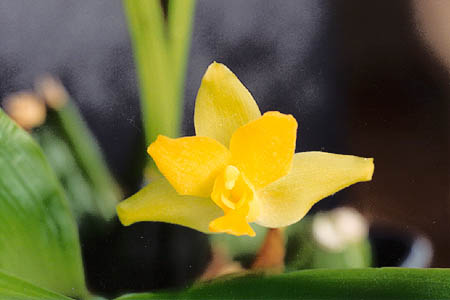
Lycaste cruenta

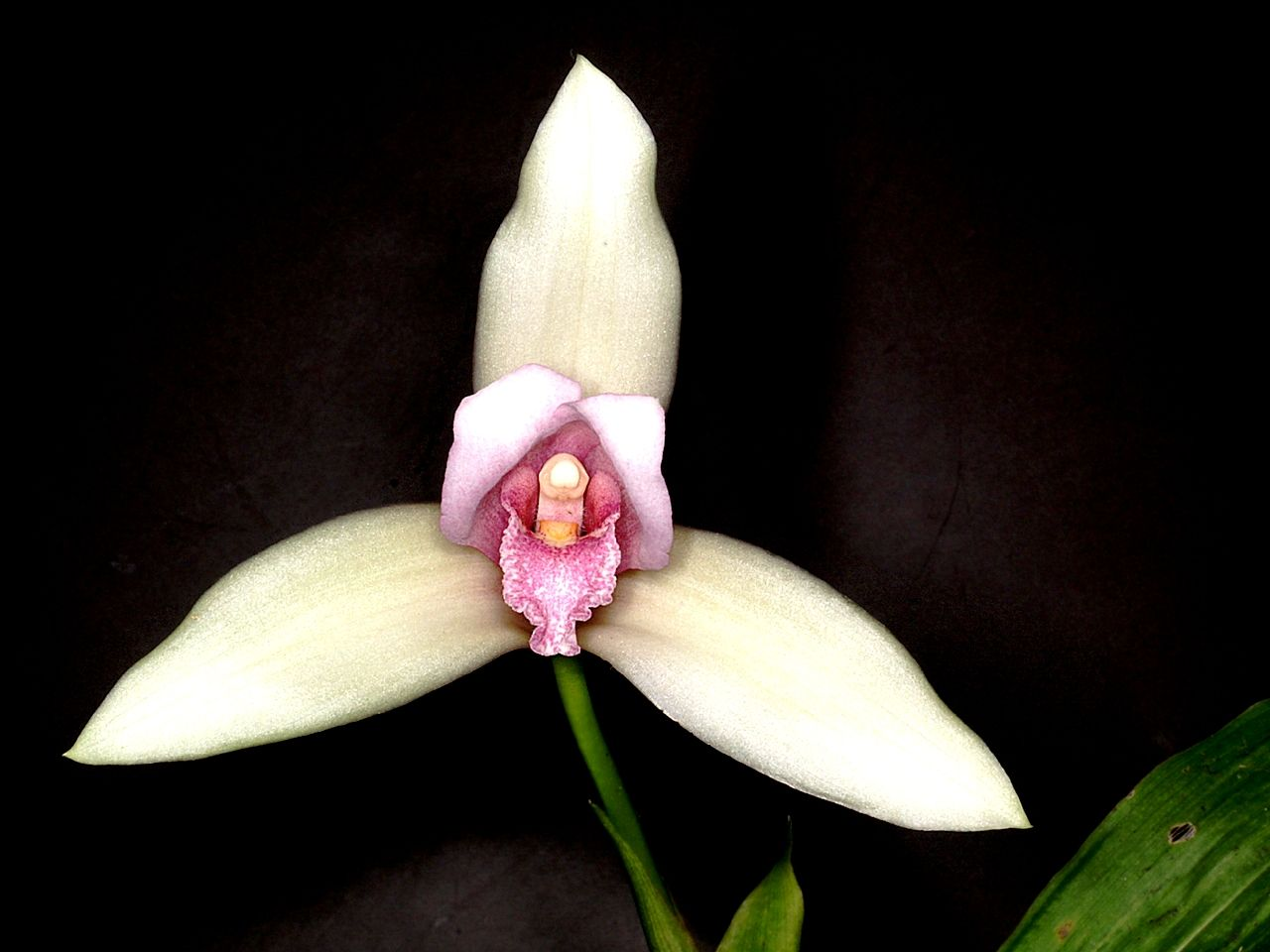
Lycaste skinneri

- Lycaste aromatica (Graham ex Hook.) Lindl. Sección Deciduosae, Subsección Xanthanthae.
- Lycaste balsamea Richard ex Lindl -- como L. cruenta (Lindl.) Lindl.
- Lycaste bradeorum Schltr. 1923 Sección Deciduosae, Subsección Xanthanthae.
- Lycaste brevispatha (Klotzsch) Lindl. & Paxton 1852 Sección Deciduosae, Subsección Paradeciduosae
- Lycaste campbellii C.Schweinf. 1949 Sección Deciduosae Subsección Xanthanthae
- Lycaste candida Lindl. & Paxton 1851 Sección Deciduosae, Subsección Paradeciduosae.
- Lycaste Cassiopeia -  híbrido
- Lycaste ciliata (Ruiz & Pav.) Lindl. ex Rchb.f. 1856 Sección Fimbriate
- Lycaste cochleata Lindl. & Paxton 1850 Sección Deciduosae Subsección Xanthanthae
- Lycaste colleyi hort. ex Planch. -- como Batemania colleyi Lindley
- Lycaste consobrina Rchb.f. 1852 Sección Deciduosae Subsección Xanthanthae - Ver Lycaste aromatica (Graham) Lindl. 1843
- Lycaste crinita Lindl. (1844) Sección Deciduosae Subsección Xanthanthae
- Lycaste cristata (Lindl.) Lindl. -- como Paphinia cristata (Lindley) Lindley
- Lycaste cruenta (Lindl.) Lindl.
- Lycaste denningiana Rchb.f. 1876
- Lycaste deppei (Lodd.) Lindl. 1843 Sección Deciduosae Subsección Xanthanthae
- Lycaste dyeriana Sander ex Rolfe 1898 Sección Fimbriatae.
- Lycaste filomenoi Schltr. -- como L. macrophylla (Poepp. & Endl.) Lindl.
- Lycaste fulvescens Hook. 1845
- Lycaste grandiflora -- como Maxillaria grandiflora (H.B.K.) Lindl.
- Lycaste harrisoniae (Hook.) B.S.Williams -- como Bifrenaria harrisoniae (Hook.) Rchb.f.
- Lycaste jugosa (Lindl.) Nichols -- como Pabstia jugosa (Lind.) Garay.
- Lycaste lanipes Lindl. 1843 - Véase también Lycaste ciliata (Ruiz & Pav.) Lindl. ex Rchb.f. 1856 Sección Fimbriatae.
- Lycaste lasioglossa Rchb.f. 1872 Sección Deciduosae Subsección Xanthanthae.
- Lycaste leucantha (Klotsch) Lindl. 1851 Sección Macrophyllae.
- Lycaste linguella Rchb.f. 1871
- Lycaste locusta Rchb.f. 1879 Sección Fimbriatae.
- Lycaste longipetala (Ruiz & Pav.) Garay 1962 Sección Fimbriatae.
- Lycaste macrobulbon Lindl. 1850 Sección deciduosae Subsección Xanthanthae.
- Lycaste macrophylla (Poepp. & Endl.) Lindl. Sección Macrophyllae.
- Lycaste mathiasae G.C.Kenn. 1978 Sección Fimbriatae
- Lycaste plana Lindl. -- como L. macrophylla (Poeppig & Endlicher) Lindl.
- Lycaste powellii Schltr. 1922 Sección Macrophyllae
- Lycaste reichenbachii Gireoud ex Rchb.f. 1856 Sección Fimbriatae
- Lycaste rossiana Rolfe 1893 Sección Deciduosae Subsección Xanthanthae
- Lycaste schilleriana Rchb.f. 1855
- Lycaste skinneri (Bateman ex Lindl.) Lindl. Sección Macrophyllae.
- Lycaste suaveolens Summerh. -- como L. aromatica (Graham ex Hook.) Lindl.
- Lycaste tetragona Lindl. -- como Bifrenaria tetragona (Lindl.) Schltr.
- Lycaste tricolor (Klotzsch) Rchb.f. 1863 Sección Deciduosae, Subsección Paradeciduosae
- Lycaste trifoliata Lehm. ex Mast. 1895 Sección Fimbriatae
- Lycaste virginalis -- como Lycaste skinneri (Bateman ex Lindl.) Lindl.
- Lycaste xytriophora Linden & Rchb.f. 1872 Sección Macrophyllae

## Híbridos naturales
- Lycaste × balliae Rolfe 1898
- Lycaste × cobani Oakeley 2008
- Lycaste × daniloi Oakeley, 2008
- Lycaste × donadrianii Tinschert ex Oakeley 2008
- Lycaste × groganii E.Cooper 1931
- Lycaste × imschootiana L.Linden & Cogn. 1893
- Lycaste × lucianiana Van Imschoot & Cogn. 1883
- Lycaste × michelii Oakeley 1993
- Lycaste × niesseniae Oakeley 2007
- Lycaste × panchita Tinschert ex Oakeley 2008
- Lycaste × sandrae Oakeley 2008
- Lycaste × smeeana Rchb.f. 1883[2]